# Werner Adolph von Haxthausen

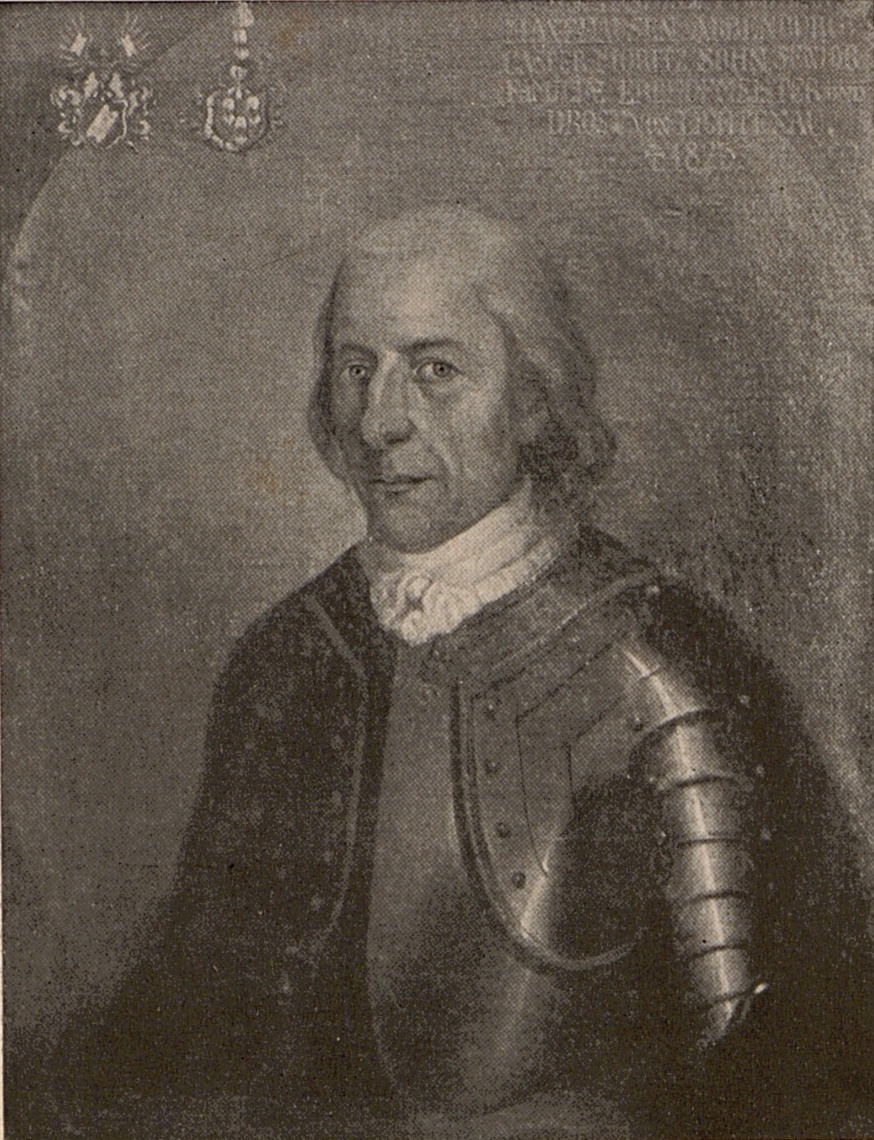
Werner Adolph von Haxthausen

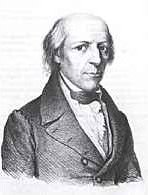
Werner Adolph von Haxthausen

Werner Adolph von Haxthausen (* 11. Oktober 1744 im Hochstift Paderborn; † 23. April 1823 in Bökendorf bei Brakel) war ein fürstbischöflich-paderbornischer Drost im Amt Lichtenau.

## Leben
Er war ein Großvater und (wie auch seine Schwiegermutter Luise von Westphalen zu Heidelbeck) ein Taufpate der Dichterin Annette von Droste-Hülshoff, die von ihm seine Jagdpfeife erbte.
Sein Vater war Caspar Moritz von Haxthausen, seine Mutter Christiane Theresia Freiin von der Asseburg. Werner Adolph von Haxthausen heiratete zunächst Maria Anna von Westphalen zu Heidelbeck (1754–1772). Die gemeinsame Tochter Maria Therese Luise (* 1772) wurde durch ihre Heirat mit Clemens-August II. von Droste zu Hülshoff Mutter der Dichterin Annette von Droste-Hülshoff. Maria Anna (Marianne) – die leibliche Großmutter der Dichterin – starb schon früh 1772, so dass Werner Adolph 1773 bereits eine zweite Ehe mit Maria Anna von Wendt zu Papenhausen einging. Da aus dieser Ehe 14 weitere Kinder hervorgingen, wird sie als „große Generation“ der Familie von Haxthausen bezeichnet. Bekannt wurden vor allem seine Söhne Werner von Haxthausen und August von Haxthausen, die Mittelpunkt des Bökendorfer Romantikerkreises waren.
Der Maler Ludwig Emil Grimm beschreibt Werner-Adolf als „einen Mann von etlichen achtzig Jahren, dabei noch rüstig, geradeaus, auch mitunter grob; er hatte eine rechte Ritterphysiognomie, edler Kopf, mit schöner Nase“. 1820 schrieb Friedrich Eduard Beneke: „Der Alte ist fast achtzig Jahr, sehr lebhaft, gutmütig, eine Art altfranzösische Bildung mit niederdeutscher Einfachheit oft sehr komisch vereint, sehr redselig...“
Bekannt wurde Werner Adolph durch die zur Weltliteratur zählende Novelle „Die Judenbuche“ von Annette von Droste-Hülshoff. Sein Sohn August Franz von Haxthausen verfasste 1818 die historische Grundlage, eine als „wörtlich wahr“ geschriebene Geschichte eines Mordfalles im Hochstift Paderborn, in dem 1782 der Drost von Haxthausen als Gerichtsherr tätig wurde. Anders als in der Literatur beschrieben war Werner Adolph 1787 noch kein Drost des paderbornischen Amtes Lichtenau. Erst beim Tode seines Vaters am 19. April 1783 übernahm Werner Adolph das Amt offiziell. Allerdings war er wohl bereits zuvor seinem Vater Caspar Moritz „adjungiert“ (beigeordnet). Der in der „Urjudenbuche“ bezeichnete Drost könnte auch Werner Adolph sein.
Der Paderbornische Hof- und Staatskalender führt ihn 1787 als kurpfälzischen Kammerherrn auf. 1794 fungierte er als Deputierter der Ritterschaft des Hochstifts.

## Familie
Werner Adolph heiratete 1770 Marianne von Westphalen zu Heidelbeck (* 1754 † 1772). Das Paar hatte eine Tochter:
- Therese Luise (* 7. Mai 1772; † 1. März 1853) ⚭ 1793 Clemens August Droste zu Hülsdorf (* 7. November 1760; † 25. Juli 1826)

Nach dem Tod seiner ersten Frau heiratete er 1773 Maria Anna (Marianne) von Wendt zu Papenhausen (* 15. Mai 1755; † 24. September 1829). Das Paar hatte mehrere Kinder:
- Moritz Elmerhaus Maria (* 30. Mai 1775; † 1840), Landrat[3]

⚭ Sophia von Blumenthal (Haus Weblow)
⚭ Maria von Böselager
- Karl August Maria (* 1778; † 1855), Erb-Hofmeister,
- Werner Moritz Maria (* 18. Juli 1780; † 30. April 1842), seit 1839 bayerischer Grafenstand, Philologe und Kunstsammler ⚭ Elisabeth (Betty) von Harff-Dreiborn (1787–1862)
- Friedrich Maximilian Maria (* 1778; † 1845), Domherr in Hildesheim und Corvey
- Dorothea Wilhelmine (* 8. August 1780; † 4. September 1854) ⚭ 1800 Freiherr Philipp von Wolff gen. Metternich (* 12. Januar 1770; † 2. März 1852), Geheimer Regierungsrat und Landrat
- Ferdinandine (* 24. August 1781; † 29. April 1851) ⚭ 1805 Freiherr Engelbert Heereman von Zuydtwyck († 3. April 1810), kurfürstlich mainzer und kaiserlich französischer Kammerherr
- Damian Wilhelm Maria (* 1783; † 1835), Oberstleutnant
- Friedrich Wilhelm (* 1786; † 21. August 1809), gefallen als französischer Unterleutnant in Spanien
- Sophie (* 1788; † 1862), Stiftsdame in Neuenberse
- Caroline (* 1790; † 1865), Stiftsdame in Freckenhorst
- August Franz Ludwig Maria (* 3. Februar 1792; † 31. Dezember 1866), Geheimer Regierungsrat
- Franziska (* 6. November 1793; † 12. Dezember 1879) ⚭ 1810 Graf Hermann von Bocholtz-Asseburg (* 14. September 1770; † 8. Oktober 1849)
- Ludowine (* 1795; † 16. Juli 1872), Stiftsdame in Geseke, Quelle für Grimms Märchen
- Anna (*  6. Januar 1801; † 1. Oktober 1877) ⚭ Freiherr August von Arnswaldt  (* 13. August 1798; † 25. Juni 1855)

Die Schwestern Anna, Ludowine und Ferdinandine trafen sich im sogenannten „Bökendorfer Märchenkreis“. Dieser war eine Quelle für die bekannte Märchensammlung der Gebrüder Grimm.